# Heiderose Gläß

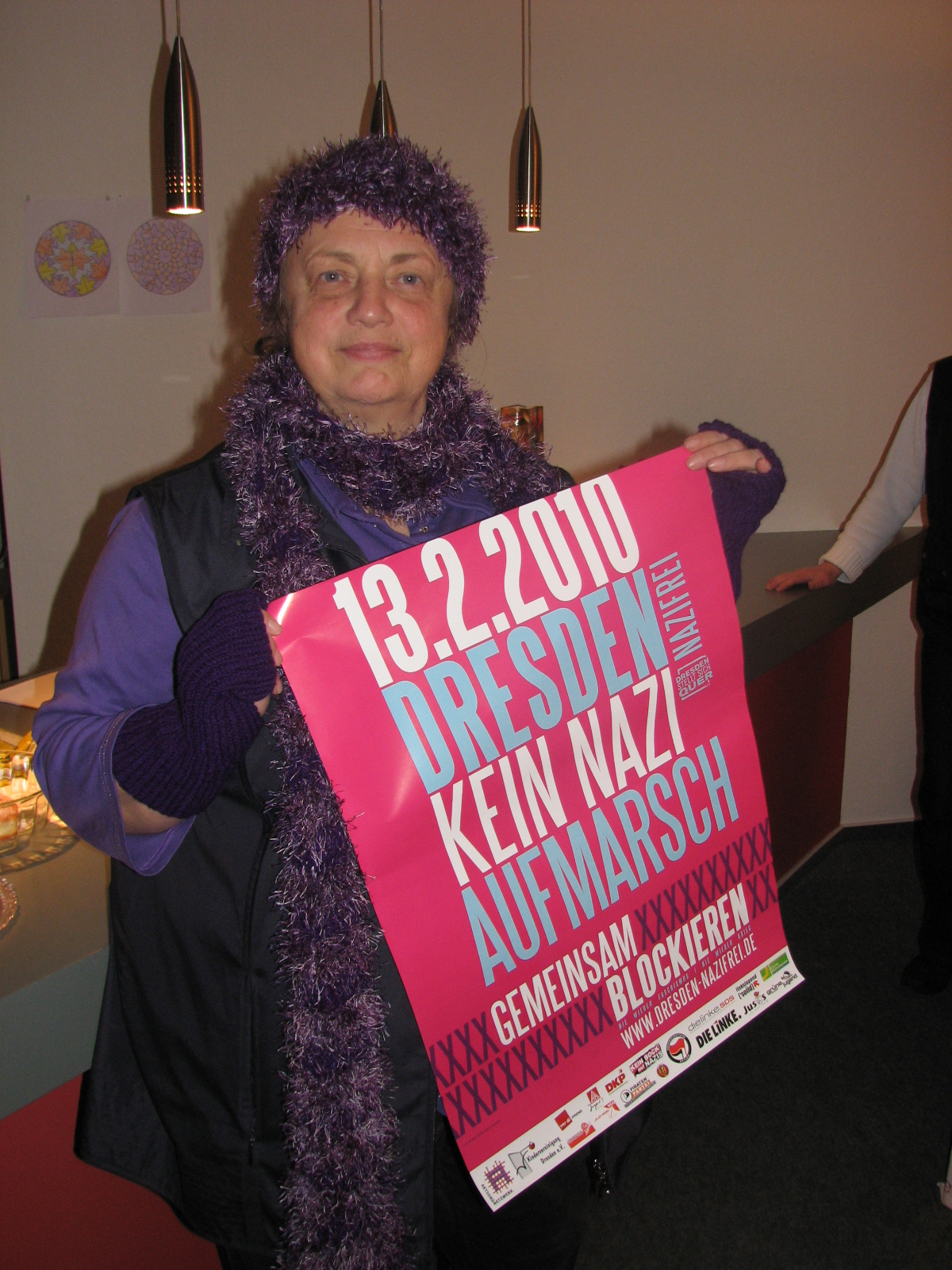
Heiderose Gläß

Heiderose Gläß (* 12. Januar 1951 in Aue) ist eine deutsche Politikerin (Die Linke). Von 2009 bis 2014 war sie Abgeordnete des Sächsischen Landtags.

## Leben
Gläß arbeitete von 1971 bis 1985, unterbrochen durch einen Aufenthalt in Kiew von 1974 bis 1977, als Lehrerin in Bernsbach, Sondershausen und letztlich in Löbau. Danach war sie bis 1991 Mitarbeiterin der SED- (bzw. PDS-) Kreisleitung Löbau und dort bis 1989 für Schulen verantwortlich. Nach einer Umschulung zur Wirtschaftsinformatikerin arbeitete sie von 1994 bis 1997 als Sozialpädagogin. Ab 1998 war sie Mitarbeiterin zunächst der PDS und später deren Nachfolgepartei Die Linke.
Gläß war seit 1969 Mitglied zunächst der SED und später auch der PDS und der Linke. Von 1995 bis 2005 war sie im Landesvorstand der PDS-Sachsen. Von 1999 bis 2008 war sie im Kreistag des Landkreises Löbau-Zittau und von 2004 bis 2009 im Gemeinderat Lawalde.
Im September 2009 zog sie für die Linke in den Landtag von Sachsen ein. Dort war sie Mitglied im Ausschuss für Schule und Sport und im Petitionsausschuss. Bei der Landtagswahl 2014 verpasste sie auf Listenplatz 39 den Wiedereinzug in den Landtag.
Heiderose Gläß ist verheiratet, hat zwei erwachsene Kinder und wohnt nahe Löbau im Lawalder Ortsteil Kleindehsa.